# Fingerorm

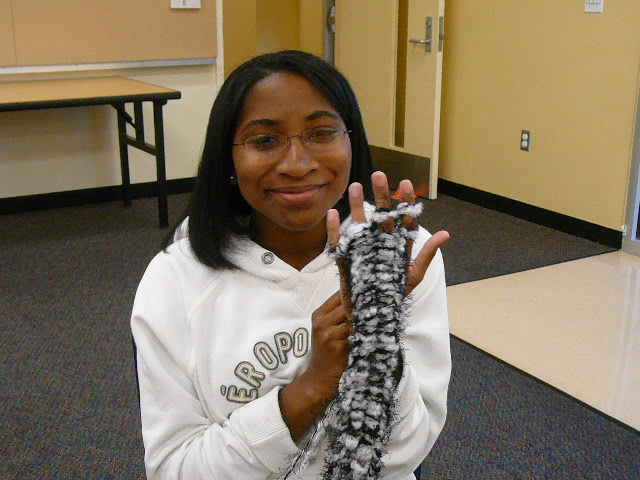

Fingerorm, en typ av textilt handarbete. Skapas genom att snurra garn mellan fingrarna. Kan liknas vid stickning eller virkning fast mycket lättare. Det kräver inte några stickor för att utföra arbetet. Därför lämpar sig detta textila handarbete som en lek för barn.
Kallas även fingervirkning. Man virkar genom lägga ena änden av tråden bakom handen mellan tummen och pekfingret, sedan snurrar man en ögla runt varje finger man planerar att använda. Sedan lägger man tråden (inte änden utan tråden) över fingrarna och drar öglan som är runt fingrarna över fingret så att tråden man lade ovanför nu utgör de nya öglorna. Tråden snurras runt handen åt samma håll varje gång man gör nya öglor. Om man vill lägga ifrån sig det kan man hänga upp det på en penna. En annan variant är att använda en toarulle med fyra blompinnar fasttejpade på den. Det finns även anordningar att köpa för större arbeten, men det kallas då påtning. Tekniken är dock den samma.

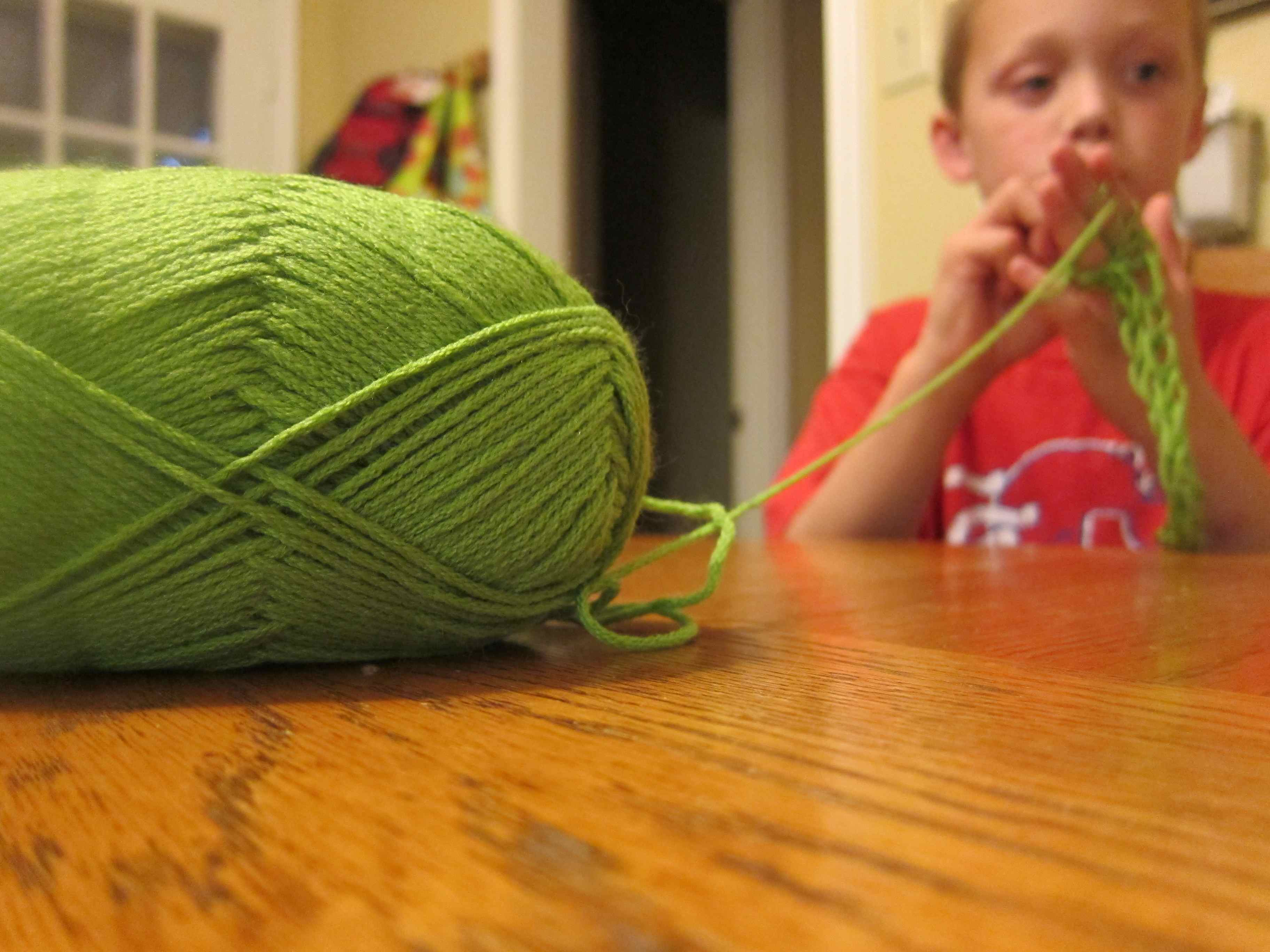